# Maria de Brandemburgo-Kulmbach
Maria de Brandemburgo-Kulmbach (Ansbach, 14 de outubro de 1519 — Heidelberg, 31 de outubro de 1567) foi princesa de Brandemburgo-Kulmbach por nascimento e eleitora palatina pelo seu casamento com Frederico III, Eleitor Palatino.

## Família
Maria foi a filha primogênita do marquês Casimiro de Brandeburgo-Bayreuth e da duquesa Susana da Baviera. Os seus avós paternos eram Frederico I de Brandeburgo-Bayreuth e Sofia Jagelão. Os seus avós maternos eram o duque Alberto IV da Baviera e Cunegunda da Áustria.
Ela teve quatro irmãos, que eram: Catarina; marquês Alberto Alcibíades; Cunegunda, primeira esposa do marquês Carlos II de Baden-Durlach, e Frederico.

## Biografia
Em 21 de outubro de 1537, aos dezessete anos de idade, a jovem Maria casou-se com o futuro eleitor Frederico III, de vinte e dois, na cidade de Kreuznach, na atual Alemanha. Frederico era filho do conde João II do Palatinado-Simmern e de Beatriz de Baden.
O casal teve onze filhos, seis meninos e cinco meninos. 
A união foi considerada feliz, e Maria, protestante, influenciou seu marido católico na direção de sua religião. Em 1546, Frederico converteu-se ao Luteranismo e assumiu a administração dos territórios da Francônia de seu cunhado, Alberto Alcibíades. Devido as condições precárias em que viviam, Maria frequentemente recorria a ajuda financeira de seu tio, Alberto, Duque da Prússia.
Em 1559, com a ascensão do marido ao Eleitorado, Maria tornou-se eleitora palatina. Ela estava envolvida nos assuntos do governo, além de religiosos, como sua oposição ferrenha ao Zwinglianismo.
Durante seu último ano de vida, a eleitora esteve confinada a uma cama, sofrendo de gota. 
Maria faleceu no dia 31 de outubro de 1567, em Heidelberg, aos 48 anos de idade. Foi sepultada na Igreja do Espírito Santo, naquela cidade.

## Descendência
- Alberta do Palatinado-Simmern (1538 – 1553), não se casou e nem teve filhos;
- Luís VI, Eleitor Palatino (4 de julho de 1539 – 22 de outubro de 1583), sucessor do pai. Foi primeiro casado com Isabel de Hesse, com quem teve doze filhos, e depois foi marido de Ana da Frísia Oriental;
- Isabel do Palatinado-Simmern (30 de junho de 1540 – 8 de fevereiro de 1594), foi esposa de João Frederico II, Duque da Saxónia, com quem teve quatro filhos;
- Hermano Luís do Palatinado-Simmern (1541 – 1556),  não se casou e nem teve filhos;
- João Casimiro, Conde do Palatinato-Simmern (7 de março de 1543 – 6 de janeiro de 1592), foi casado com Isabel da Saxônia, com quem teve sete filhos;
- Doroteia Susana do Palatinado-Simmern (15 de novembro de 1544 – 8 de abril de 1592), foi esposa de João Guilherme, Duque de Saxe-Weimar, com quem teve cinco filhos;
- Alberto do Palatinado-Simmern (1546 – 1547);
- Ana Isabel do Palatinado-Simmern (23 de julho de 1549 - 20 de setembro de 1609), foi primeiro casada com o conde Filipe II de Hesse-Rheinfels, e depois foi esposa de João Augusto, Conde do Palatinado Veldenz-Lützelstein. Sem descendência;
- Cristóvão do Palatinado-Simmern (1551 – 1574), não se casou e nem teve filhos;
- Carlos do Palatinado-Simmern (1552 – 1555);
- Cunegunda Jacobéia do Palatinado-Simmern (9 de outubro de 1556 - 26 de janeiro de 1586), foi casada com o conde João VI de Nassau-Dillenburg, com quem teve duas filhas.